# Auquipincush
Auquipincush es una montaña de los Andes del norte peruanos ubicada en la región Huánuco.

## Ubicación geográfica
Con una altitud de 4252 m s.n.m. se emplaza en el margen oeste del Alto Marañón correspondiente al distrito de Punchao de la provincia de Huamalíes en el departamento de Huánuco.

## Atractivo natural
Por su altitud tiene la cualidad de un mirador natural, pues desde su cima se pueden observar vistas panorámicas en los cuatro puntos cardinales:

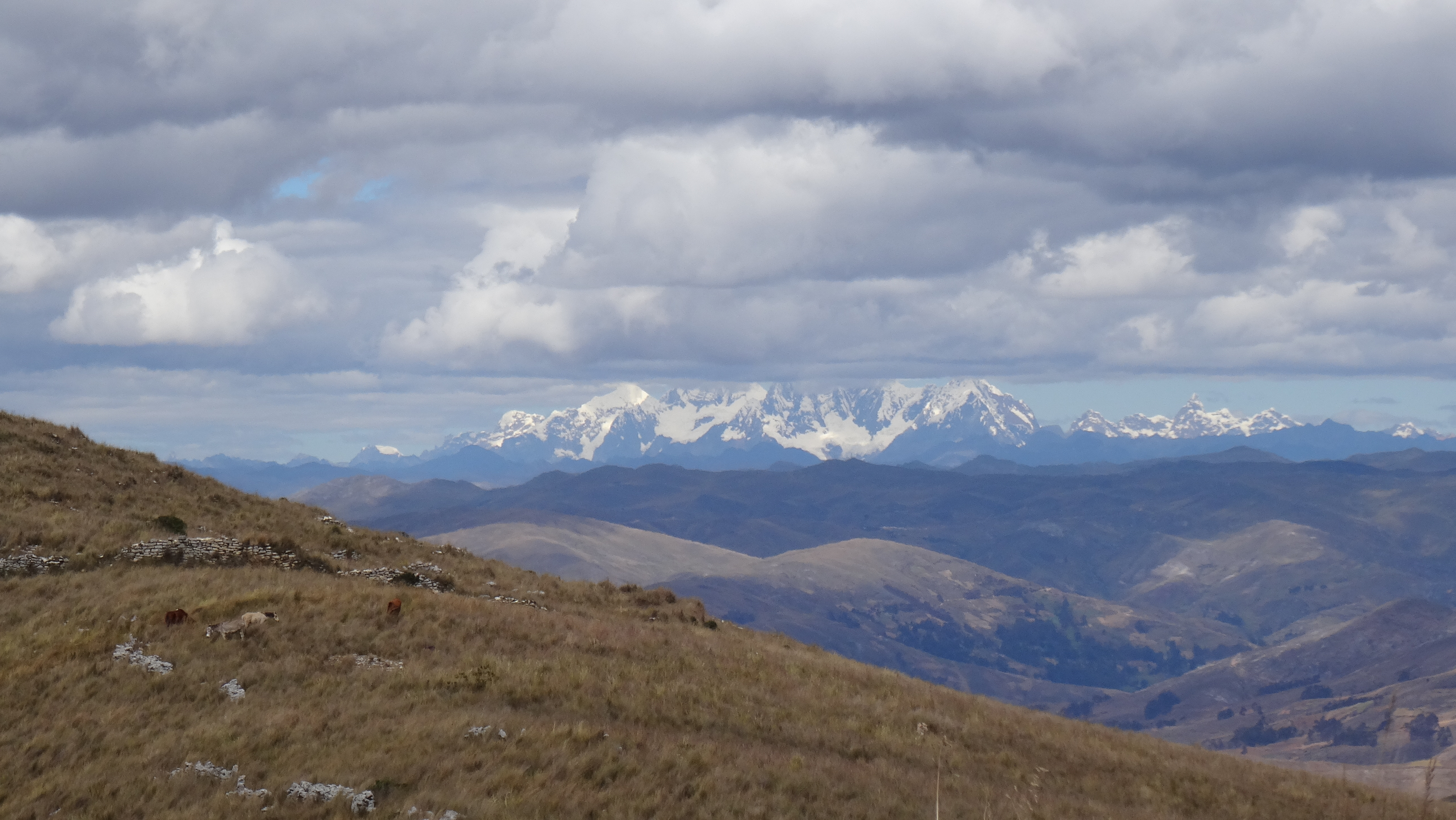
Flanco noreste de la cordillera Huayhuash visto desde el Auquipincush en las alturas del distrito de Punchao, provincia de Huamalíes.

- Este y norte: Hacia el este parte del Alto Marañón correspondiente a la provincia de Huamalíes, se avista parte del margen este del río Marañón donde se ubican el cerro Segosh y los poblados de San Antonio, Queropata y Chavín de Pariarca de los distritos de Jacas Grande y Chavín de Pariarca respectivamente. Hacia el norte el impresionante cañón del río mencionado en cuyo margen oeste destaca el cerro Yanahuilca.

- Oeste: El extremo oeste del provincia de Huamalíes y al fondo en días despejados las cumbres nevadas de la Cordillera Blanca.

- Sur: Alturas de los departamentos de Áncash y Huánuco; para más al fondo en días despejados se observan las cordilleras de Huallanca, Huayhuash y Raura, destacando del segundo la montaña Yerupajá.

## Yana Marca y Yuraj Marca

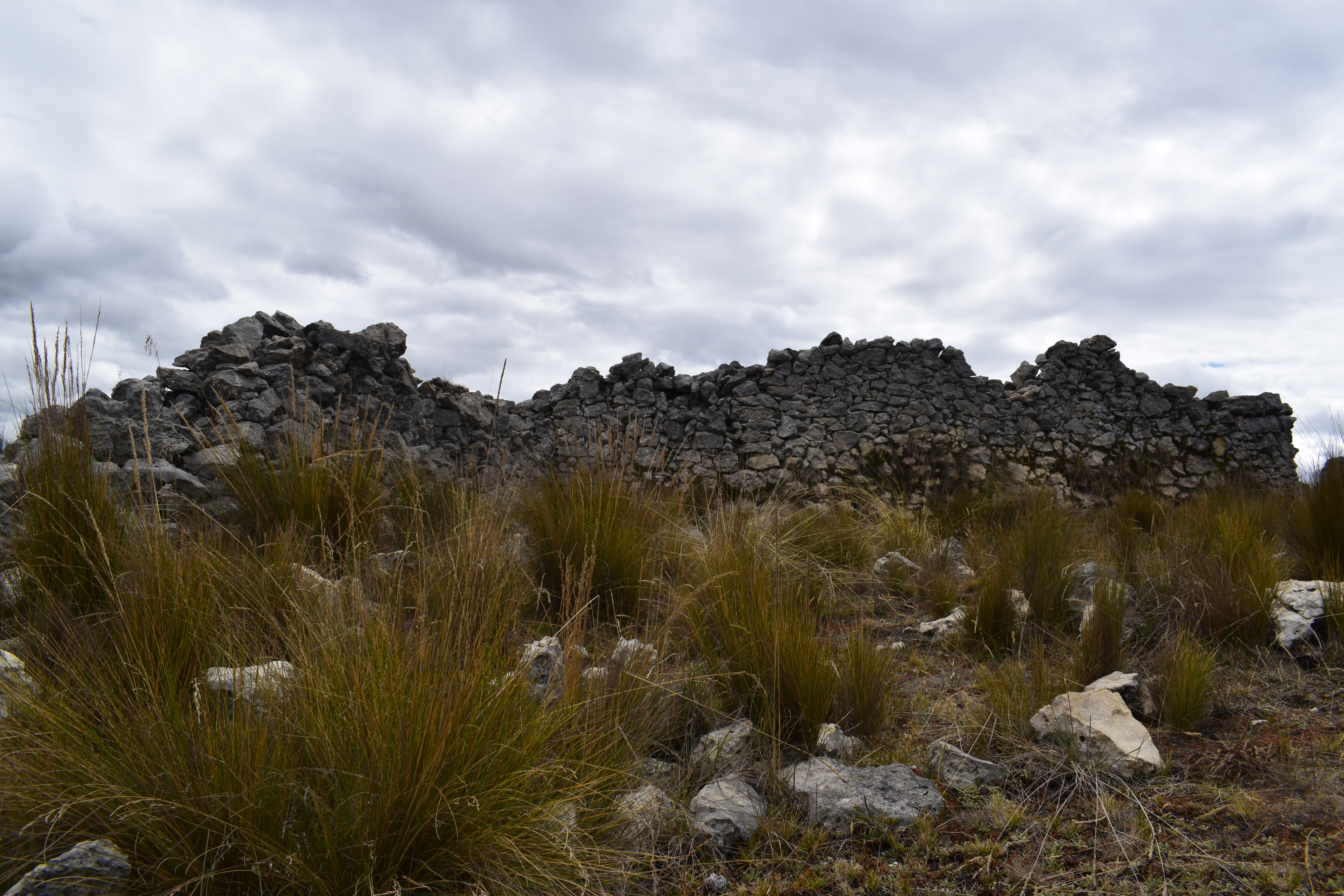
Sitio arqueológico de Yuraj Marca

En la cima del cerro se encuentran 2 ciudades construidos a base de piedras, la primera es Yana Marca que está construido con piedras negras el cual tiene un muro perimétrico por todo el sitio de influencia Chavín, el segundo es Yuraj Marca es una ciudad con construcciones de piedra blanca, habitaciones pequeñas de influencia Chinchaysuyo el cual también tiene muro perimétrico que rodea todo el sitio arqueológico.

## Acceso
La llegada a la montaña Auquipincush es relativamente fácil partiendo de la ciudad de Punchao, cabecera del distrito homónimo; aunque sin embargo se debe tener indumentaria adecuada tanto para subir por la montaña como para afrontar el clima frío y estar físicamente preparado para evitar el Soroche o "Mal de Altura".